# Одесский фуникулёр
Одесский фуникулёр (укр. Оде́ський фунікуле́р) — пассажирский подъёмник, расположенный рядом с Потёмкинской лестницей в городе Одессе Одесской области Украины.

## Название
Название Одесский фуникулёр относится к трём разным системам общественного транспорта, как существовавшим, так и ныне существующим на этом месте:
- Фуникулёр — с 1902 года по 1969 с перерывами, в начале XX века для него использовалось название подъёмная машина[2].
- Каскад эскалаторов — с 1970 года по 1997 год.
- Наклонный лифт — с 2005 года.

Несмотря на сохранившееся прежнее название, технически современный Одесский фуникулёр — это двойной наклонный лифт, где каждая из кабин движется независимо от другой по своему собственному пути.

## История

### Постройка

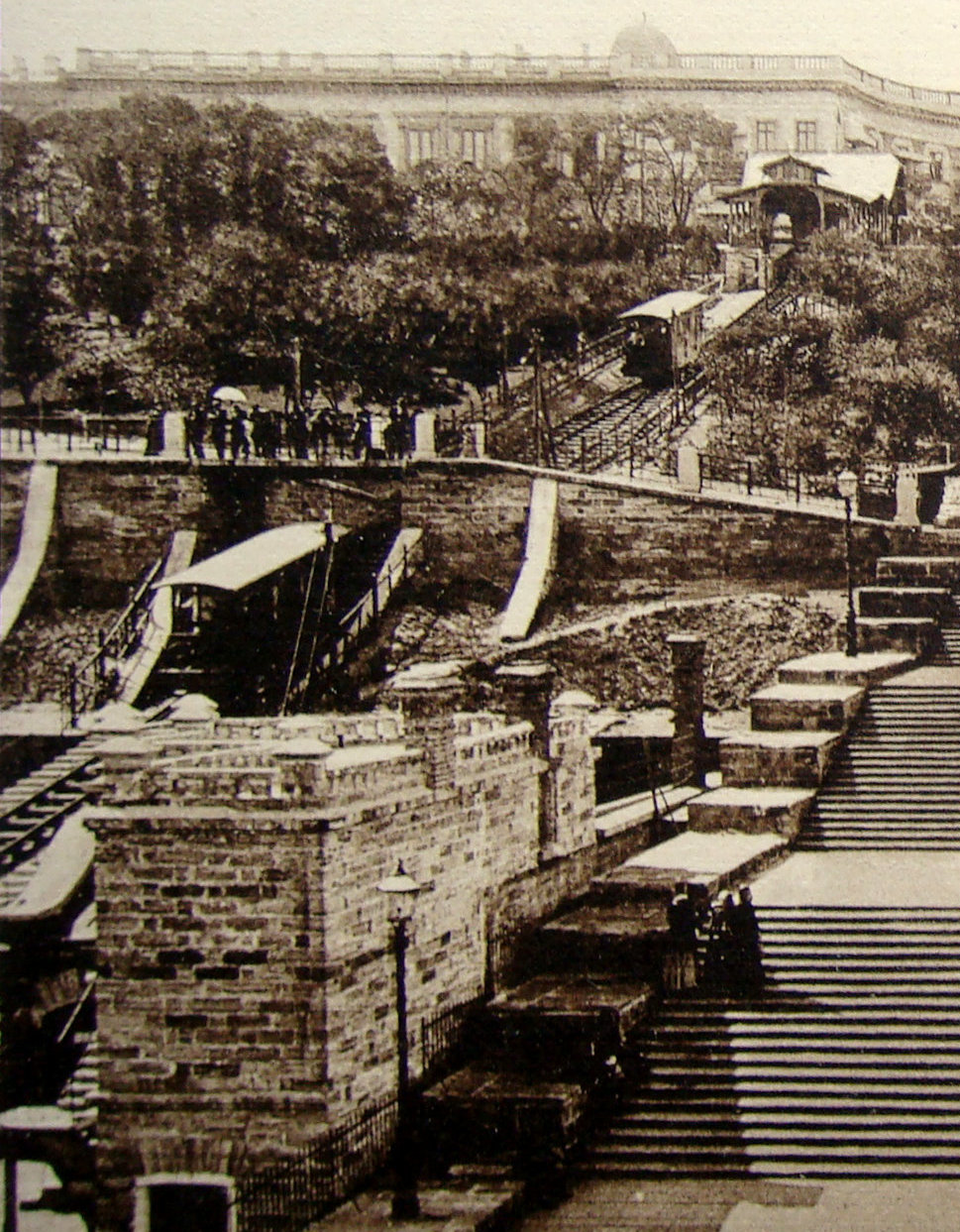
Одесский фуникулёр в начале XX века

Лестница, соединяющая Приморский бульвар с портом, ныне Потёмкинская лестница, открытая в 1841 году, сначала была больше архитектурной достопримечательностью города, чем использовалась по прямому назначению.
Служащие шли в порт на работу, в основном, со стороны Пересыпи или по спускам — Военному, Левашовскому (затем — Вакуленчука, ныне Деволановскому), Польскому (в советское время — Кангуна).
Количество людей, следующих в Одесский порт и на Приморскую улицу из центра города, ещё более возросло после открытия железнодорожного сообщения из порта на Куяльницкий лиман (туда, как вспоминал в книге «Ни дня без строчки» Юрий Олеша,
«шёл поезд, ведомый маленьким паровозом, который назывался паровиком. Маленький, бойко свистящий паровозик, пять-шесть зелёных вагонов…»).
К тому же на Приморской улице вблизи порта открылось множество «заведений тёплых морских ванн», упомянутых в «[lib.aldebaran.ru/author/ilf_ilya/ilf_ilya_zapisnye_knizhki_19251937/ Записных книжках]» Ильи Ильфа:
«Когда всё в Одессе разрушится, морские ванны по-прежнему будут сиять и переливаться светом. Одесситы любят морские ванны».
В 1880 году, учитывая конъюнктуру, была предпринята (оказавшаяся неудачной) попытка создать концессию для устройства рельсового подъёмного пути с пристани на бульвар.
В 1895 году молодой инженер Н. К. Пятницкий, выпускник Петербургского института инженеров путей сообщения, сын директора Второй одесской гимназии, подал в городскую Управу прошение о «предоставлении ему сооружения и эксплуатации механического подъёмного пути с Приморской улицы на бульвар».
Не вполне доверившись Пятницкому, городские власти объявили конкурс на сооружение фуникулёра через местные и столичные (СПб) газеты.
Конкурировать с Пятницким решилась лишь одна парижская фирма, но и представлен ей был только эскизный проект, никак не привязанный к местности. По заключению известного в городе инженера В. И. Зуева, предпочтение отдали Пятницкому.
В 1900—1902 годах был спланирован склон под трассу будущего фуникулёра, уложен одноколейный рельсовый путь длиной около ста метров с разъездом посередине и переходным мостиком над ним, построены деревянный ажурный павильон на бульваре, каменное здание с кассой, перроном и конторой на Приморской улице, а рядом небольшая электростанция, собраны и закреплены на тросах два доставленных из Парижа вагончика на 35 пассажиров каждый, установлены 300 калильных ламп и дуговых фонарей для освещения дороги.
Работы были выполнены под руководством инженера В. Я. Раковского.

### До 1941 года
Торжественное открытие подъёмной дороги состоялось 8 июня 1902 года.
Первый рейс с пассажирами прошёл на следующий день, причём, как отметил «Одесский листок», «желающих испытать удобство движения нашлось довольно много».
Название «фуникулёр», происходящее от латинского «фуникулис» (качели), прижилось много позднее.
«Фуникулёр. Если в Одессе произнести это слово, никто не поймёт, о чём идёт речь» — писал Леонид Утёсов в книге «Спасибо, сердце», — его называют «подъёмная машина». Так одесситам кажется короче и понятней… Вниз почти никто не ездит. Зачем? Спуститься по лестнице просто удовольствие. Вверх тоже не очень много желающих. Подъёмная машина не «золотое дело».
По условиям контракта фуникулёр должен был перейти в собственность города в 1920 году.
Революция разорвала контракт раньше. С 1919 года фуникулёр был «на консервации», то есть поломан.
Заработал он 20 сентября 1926 года, с окончанием разрухи после Гражданской войны и французской интервенции.
«Одесские Известия» так сообщили о пуске фуникулёра:
«Город возрождается. Крошечные вагончики подъёмки об этом говорят лучше всего. Она должна служить звеном своеобразной смычки рабочего города с его сердцем — портом».
За всё время эксплуатации до момента второго пуска фуникулёр ни разу капитально не ремонтировали, но все его сооружения, узлы, детали и, что особенно важно, тросы, изготовленные на одесском канатном заводе, остались надёжными.
До 1941 года он продолжал исправно работать в течение шести летних месяцев ежегодно, перевозя в день до четырёх тысяч пассажиров.
Во второй раз остановила фуникулёр Великая Отечественная война.

### После 1945 года
Четыре года после войны не работал.
В 1948 году газета «Труд» сообщила, что в Одессе «начались работы по восстановлению фуникулёра».
Едва «отдышавшись» от войны, город восстановил фуникулёр, который Валентин Катаев причислял к достопримечательностям Одессы.
Через двадцать лет, в 1969 году, фуникулёр закрыли.
В 1970 году его заменили эскалатором.
Не решив при этом никакой транспортной проблемы, поскольку её и не было.
С лица Одессы на тридцать пять лет оказалась стёртой ещё одна милая черта города, о которой с грустью вспоминали одесситы.
«…Уже давно нет двух вагончиков, двигавшихся друг другу навстречу, параллельно Потёмкинской лестнице от памятника дюку Ришельё и до входа в порт. Вагончики заменил эскалатор, лишив Приморский бульвар одной из его примет». — констатировал поэт Всеволод Азаров в книге воспоминаний «Ветры нашей молодости».
В книге В. Галицкого «Театр моей юности» осталась «мечта наша, наше вожделение — фуникулёр, на котором иногда нас катали вниз и вверх».
Большая советская энциклопедия же во время отсутствия фуникулёра, заменённого эскалатором, сообщала, что фуникулёр в Одессе есть.
И, наверное, это помогло. В 2005 году Одесский фуникулёр заработал снова.

### Современность

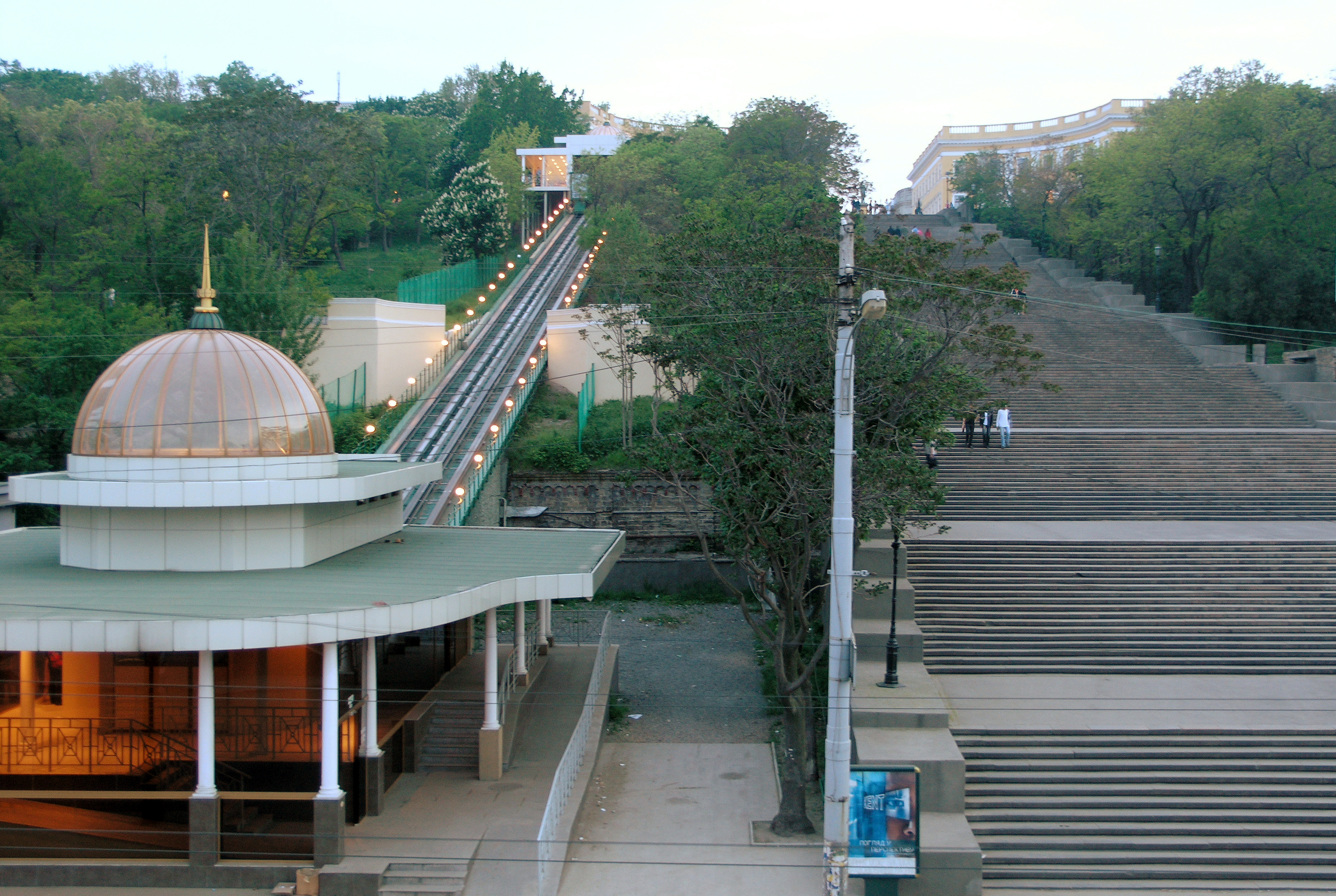
Нижний павильон у начала Потёмкинской лестницы

В последний год существования СССР эскалатор ещё работал в обе стороны.
В самом начале 1990-х — уже только в одну, на подъём. Эскалатор на спуск постепенно разбирали на запчасти, и так поддерживали работу хоть в одном направлении.
Окончательно же он пришёл в негодность и закрылся в 1997 году.
В 1998 году городская власть решила построить на Потёмкинской лестнице новый фуникулёр по принципу наклонных лифтов и выделила деньги. Получился долгострой длиной в восемь лет.
Торжественное открытие возрождённого фуникулёра на два вагончика по 12 человеко-мест состоялось 2 сентября 2005 года в двести одиннадцатый день рождения Одессы.

## Характеристики
Основные характеристики подъёмника:
- Тип: двойной наклонный лифт
- Длина путей: 130 метров
- Станций: 2
- Количество кабин: 2

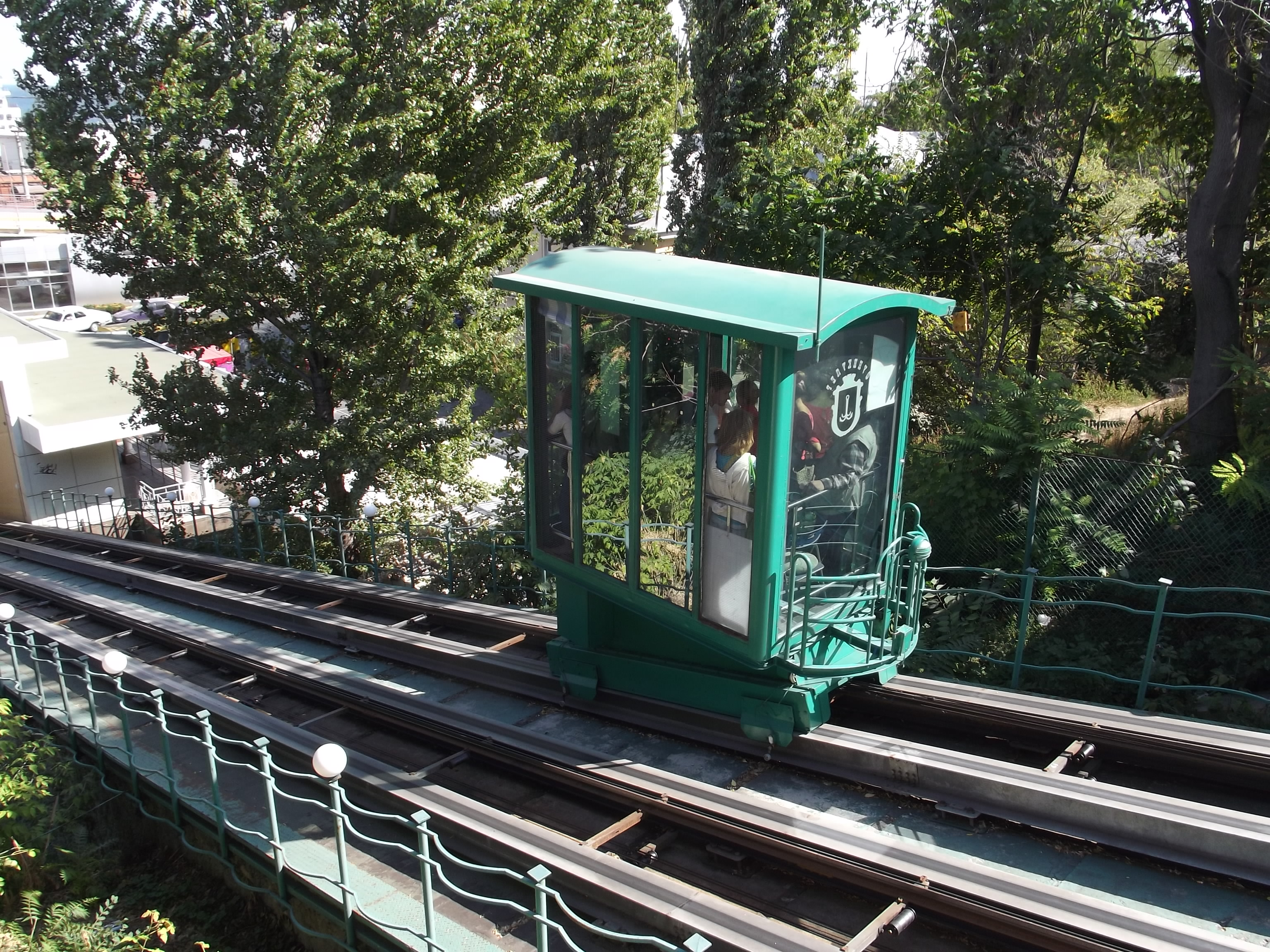
Кабина в пути

- Кабины: с колёсами на бескамерных шинах
- Управление кабинами: лифтёром в каждой кабине
- Наличие противовеса: 3 тонны для каждой кабины
- Движение кабин: независимое
- Время в пути: 3,5 минуты
- Вместимость кабины: 12 человек
- Часы работы: с 8:00 до 23:00